# Megaselia subvittata
Megaselia subvittata är en tvåvingeart som beskrevs av Borgmeier 1967. Megaselia subvittata ingår i släktet Megaselia och familjen puckelflugor. Inga underarter finns listade i Catalogue of Life.